# Кинопоказ для отряда кузена Бена с Джейсоном Шварцманом
«Кинопоказ для отряда кузена Бена с Джейсоном Шварцманом» (англ. Cousin Ben Troop Screening with Jason Schwartzman) − короткометражный фильм, выпущенный в 2012 году. Является промороликом к его полнометражной картине «Королевство полной луны». Авторы сценария — Уэс Андерсон и Роман Коппола. Главную роль исполняет Джейсон Шварцман.
Фильм был снят при поддержке сервиса Funny or Die — сайта, специализирующегося на юмористических роликах. Онлайн-премьера фильма состоялась 19 июня 2012 года.
Данный фильм является одним из двух короткометражных роликов Уэса Андерсона, относящихся ко вселенной картины «Королевство полной луны». Во втором ролике — «Moonrise Kingdom: Animated Book Short» — Сьюзи читает главы из вымышленных книг, которые появляются в полнометражном фильме. Чтение сопровождается анимацией сюжета глав от разных авторов. Фрагменты ролика разделяются комментариями рассказчика оригинального фильма.
Фильм является ярким примером метакинематографа.

## Сюжет
Кузен Бен (Джейсон Шварцман) организовывает показ фильма «Королевство полной луны» для отряда скаутов. Перед началом показа он вкратце рассказывает о сюжете фильма, упоминая и актёра, задействованного в одной из главных ролей, − Брюса Уиллиса:
Кузен Бен: Сегодняшний фильм — трогательная история о двух непонятых молодых влюблённых в бегах. В нем есть волнующие моменты, приключения, комедия, Брюс Уиллис, и вы можете быть растроганы до слез.
Когда кузен Бен задается вопросом, почему фильм называется именно так, оказывается, что ни он, ни скауты не знают, почему картина носит такое название: 
Кузен Бен: Он [фильм] называется «Королевство полной луны». Почему? (Обращается к рядом стоящему скауту) Почему?
Скаут: Я не знаю.
Кузен Бен: Я не знаю. 
Просмотр сопровождается техническими проблемами (один из скаутов не может настроить чёткость картинки на проекторе), что возмущает Бена.
В конце фильма кузен Бен вместе с одним из членов отряда дежурит снаружи палатки, поедая конфискованные у одного из скаутов конфеты. Трое скаутов пытаются пробраться на показ, опоздав на 1 минуту 40 секунд (по сюжету фильм начинается в 16:00). Бен отказывается их пускать, однако спустя несколько секунд всё-таки решается пустить опоздавших. Фильм завершается титрами к картине «Королевство полной луны».

## Персонажи
И кузен Бен, и скауты являются персонажами «Королевства полной луны»: в оригинальном фильме Бен женит главных героев фильма — Сэма и Сьюзи, — а скауты преследуют пару с целью вернуть Сэма обратно в отряд.
Персонажи «Кинопоказа для отряда кузена Бена с Джейсоном Шварцманом» смотрят фильм со своим участием, но воспринимают его как отдельное произведение кинематографа, не связанное с ними.